# Try 17
Try 17 (eller All I Want, även skriven som Try Seventeen) är en amerikansk dramafilm från 2002, i regi av Jeffrey Porter.

## Handling
Jones Dillon är en sjuttonåring som hoppar av college och bestämmer sig för att ägna sin tid åt sitt skrivande. Han flyttar in i ett hus som visar sig innehålla en rad galna grannar som lär honom om både livet och kärleken. Men en bilolycka får Jones att vakna upp och bestämma sig för vad han verkligen vill.

## Rollista
- Elijah Wood - Jones Dillon
- Franka Potente - Jane
- Mandy Moore - Lisa
- Elizabeth Perkins - Blanche, Jones mor
- Deborah Harry - Ma
- Chris William Martin - Steve